# Herbert Blumer
Herbert Blumer (St.Louis, 7 de março de 1900 - Danville, 13 de abril de 1987) foi um sociólogo estadunidense cujos principais interesses acadêmicos foram o interacionismo simbólico e os métodos de pesquisa social. Acreditando que os indivíduos criam a realidade social por meio da ação coletiva e individual, ele foi um intérprete e defensor da psicologia social de George Herbert Mead. Blumer elaborou e desenvolveu esta linha de pensamento em uma série de artigos, muitos dos quais foram reunidos no livro Interacionismo Simbólico. Blumer argumentava que a criação da realidade social é um processo contínuo. Ele também foi um crítico ferrenho do método positivista em sociologia.

## Biografia
Herbert Blumer teve que abandonar o ensino médio para ajudar a oficina de madeira de seu pai. Além disso, durante a universidade, Blumer trabalhava como empregado para pagar sua mensalidade. Enquanto estava na graduação na Universidade do Missouri, Blumer teve a sorte de trabalhar com Charles Ellwood, um sociólogo, e o psicólogo Max Meyer.
Após sua formatura, Blumer garantiu um cargo de professor na Universidade do Missouri. Em 1925, ele se mudou para a Universidade de Chicago, onde foi muito influenciado pelo psicólogo social George Herbert Mead e os sociólogos William I. Thomas e Robert Ezra Park. Ao concluir seu doutorado em 1928, ele aceitou um cargo de professor na Universidade de Chicago, onde continuou sua própria pesquisa com Mead e passou a examinar as interações entre os seres humanos e o mundo. Blumer lecionou nessa instituição de 1927 a 1952.
Blumer foi secretário tesoureiro da American Sociological Association de 1930 a 1935 e foi editor do American Journal of Sociology de 1941-1952. Em 1952, ele se mudou da Universidade de Chicago e presidiu e desenvolveu o recém-formado Departamento de Sociologia da Universidade da Califórnia, em Berkeley. Durante a Segunda Guerra Mundial, ele desempenhou o papel de juiz da indústria siderúrgica nacional. Blumer foi nomeado o primeiro presidente do Departamento de Sociologia da Universidade da Califórnia em Berkeley, cargo que ocupou até se aposentar em 1967. Em 1952, ele se tornou o presidente da Associação Americana de Sociologia e recebeu o prêmio da associação por uma bolsa de estudos em 1983. Blumer foi o 46º presidente da Associação Americana de Sociologia e seu discurso presidencial foi seu trabalho "Análise Sociológica e a 'Variável'". Com status de professor emérito até 1986, Blumer continuou ativamente engajado em pesquisas até pouco antes de sua morte, em 13 de abril de 1987.

## Pensamento

### Interacionismo Simbólico
Embora Blumer tenha concebido o termo interação simbólica em 1931, o desenvolvimento inicial dessa abordagem teórica da análise social é creditado em grande parte ao trabalho de George Herbert Mead durante seu tempo na Universidade de Chicago. Blumer desempenhou um papel fundamental em manter viva a tradição do interacionismo simbólico, incorporando-a em seus ensinamentos na Universidade. Ele apresentou seus artigos sobre interacionismo simbólico em um único volume em que ele conceituou a interação simbólica em três pontos principais:
- Os seres humanos agem em relação às coisas (incluindo outros indivíduos) com base nos significados que têm para eles;
- Há uma ênfase particular na consciência dos atores enquanto eles interpretam suas ações;
- É importante reconhecer que o significado ou valor de um objeto para uma pessoa pode diferir de outra pessoa - os sociólogos não devem reduzir a ação humana às regras e normas sociais;
- Blumer enfatiza esse ponto por causa do medo de que nosso significado subjetivo de nossas ações possa ser ofuscado pelas normas e regras da sociedade.
- O significado das coisas surge das interações sociais que se tem com os semelhantes;
- O significado de algo é um produto social, portanto não é inerente às coisas;
- Os significados são tratados e modificados através de um processo interpretativo que uma pessoa usa ao lidar com as coisas que encontra;
- Significados são vistos como uma série de ações interpretativas do ator;
- O ator fornece significados aos objetos, age de acordo com esses significados e revê os significados para guiar sua ação futura;
- O ator tem uma conversa interna consigo mesmo para determinar os significados, especialmente quando encontra algo fora do comum.[10]

Blumer acreditava que o que cria a sociedade em si é o envolvimento das pessoas na interação social. Segue-se então que a realidade social só existe no contexto da experiência humana. Sua teoria da interação simbólica, argumentam alguns, está, portanto, mais próxima de um arcabouço teórico (baseado na significância dos significados e da interação entre os indivíduos) do que uma teoria aplicável. De acordo com a teoria de Blumer, a interação entre os indivíduos é baseada na ação autônoma, que, por sua vez, é baseada nos significados subjetivos que os atores atribuem aos objetos sociais e/ou símbolos. Assim, atores individuais regulam seu comportamento com base no significado que atribuem a objetos e símbolos em sua situação relevante.
Blumer teorizou que atribuir significado a objetos é um processo contínuo e duplo. Primeiro, é a identificação dos objetos que têm significado situacional. Segundo, é o processo de comunicação interna para decidir a qual objeto significativo responder.
Reconhecendo que os outros são igualmente autônomos, os indivíduos usam suas interpretações subjetivamente derivadas desses outros (como objetos sociais) para prever o resultado de certos comportamentos, e usam essa percepção preditiva para tomar decisões sobre seu próprio comportamento na esperança de alcançar seu objetivo. Assim, quando há consenso entre os atores individuais sobre o significado dos objetos que compõem sua situação, segue-se a coordenação social.  Estruturas sociais são determinadas tanto pela ação de atores individuais quanto determinam a ação desses indivíduos. Com base nisso, Blumer acreditava que a sociedade existe apenas como um conjunto de potencias, ou ideias que as pessoas poderiam usar no futuro.
Essa complexa interação entre significados, objetos e comportamentos, reiterou Blumer, é um processo singularmente humano porque requer respostas comportamentais baseadas na interpretação de símbolos, ao invés de respostas comportamentais baseadas em estímulos ambientais.  Como a vida social é um "processo fluido e negociado", para entender uns aos outros, os seres humanos devem intrinsecamente envolver-se em interação simbólica. Blumer criticou a ciência social contemporânea de seus dias, porque ao invés de usar o interacionismo simbólico, eles faziam falsas conclusões sobre os humanos, reduzindo as decisões humanas a pressões sociais, como posições e papéis sociais. Blumer investiu na ideia de que o interacionismo psíquico que sustenta que os significados dos símbolos não são universais, mas são bastante subjetivos e estão “ligados” aos símbolos e ao receptor, dependendo de como eles escolhem interpretá-los.

### 3 tipos de objetos de Blumer
A importância do pensar para interacionistas simbólicos é mostrada através de suas visões sobre objetos.  Blumer definiu objetos como as coisas "fora" no mundo. O significado dos objetos é como eles são definidos pelo ator. Em outras palavras, objetos diferentes têm significados diferentes dependendo do indivíduo:
1. Físico (uma cadeira, uma árvore);
2. Social (estudante, mãe, amiga);
3. Resumo (ideias ou princípios morais).[13]

### Princípios resumidos do interacionismo simbólico
- Os seres humanos são capazes de pensar.
- Essa capacidade de pensamento é moldada pela interação social.
- Aprendemos os significados e os símbolos através da interação social, exercitando a capacidade humana de pensamento.
- Esses significados e símbolos fornecem a base para a ação e interação humanas distintas.
- A modificação de significados e símbolos ocorre através da interpretação de situações.
- A capacidade de modificação dos seres humanos é devida à sua capacidade de interagir consigo mesmos.
- O entrelaçamento entre interação e ação compõe grupos e sociedades.[13]

## Obra selecionada
- Filmes e Conduta  (Movies and Conduct), 1933.
- Cinema, Delinquência, e Crime  (Movies, Delinquency, and Crime), 1933.
- O Lado Humano de Planejamento Social  (The Human Side of Social Planning), 1935.
- " Psicologia social", Capítulo 4 em Emerson Peter Schmidt (ed.)  O homem e Sociedade: Uma Essencial Introdução à Ciência social . (Man and Society: A Substantive Introduction to the Social Science. New York, Prentice-Hall),1937.
- " Críticas de Pesquisa nas Ciências sociais: Uma Avaliação de Thomas e Znaniecki sobre o rústico e refinado na Europa e América" (Critiques of Research in the Social Sciences: An Appraisal of Thomas and Znaniecki's The Polish Peasant in Europe and America), 1939.
- Interação simbólica: Perspectiva e Método  (Symbolic Interaction: Perspective and Method),1969.
- " Comportamento coletivo." pp. 166–222.  Esboço de novos princípios de sociologia  (Collective Behavior." - New Outline of the Principles of Sociology  ed. A. M. Lee. New York: Barnes & Noble), 1951.
- “Variáveis na análise sociológica” (Sociological Analysis and the "Variable) pp. 683–690 in American Sociological Review, Vol 21, No. 6. (Dec., 1956).
- Teoria sociológica nas relações industriais (Sociological theory in industrial relations (1947). American Sociological Review, 12(3), pg 271-178.